# Échasse à tête blanche
Cladorhynchus leucocephalus
Genre
Espèce
Répartition géographique
Statut de conservation UICN

 LC  : Préoccupation mineure
L'Échasse à tête blanche (Cladorhynchus leucocephalus) est une espèce d'oiseaux de la famille des Recurvirostridae, la seule du genre Cladorhynchus.
Cet oiseau fréquente les lacs salés d'Australie.